# (77696) Patriciann
(77696) Patriciann est un astéroïde de la ceinture principale.

## Description
(77696) Patriciann est un astéroïde de la ceinture principale. Il fut découvert le 18 juillet 2001 à Nashville par Roy Clingan. Il présente une orbite caractérisée par un demi-grand axe de 3,15 UA, une excentricité de 0,14 et une inclinaison de 6,6° par rapport à l'écliptique.

## Compléments